# 转塘街道
转塘街道，中国浙江省杭州市西湖区所辖街道，位于西湖以南，北临留下街道。总面积75.15平方千米，总人口5.5万人。杭州之江国家旅游度假区、云栖小镇、中国美术学院象山校区、浙江工业大学之江学院位于境内。

## 辖区
转塘街道现辖：
- 社区(24)：五云社区、珊瑚沙社区、沈家弄社区、横桥社区、方家畈社区、转塘社区、江口社区、午山社区、大诸桥社区、龙心社区、龙王沙社区、狮子社区、象山社区、桕联社区、村口社区、双流社区、凌家桥社区、石龙山社区、叶埠桥社区、大清社区、葛衙庄社区、良户社区、转塘街社区、浙工大之江校区社区、唐家桥社区。
- 村：贤家庄村、金家岭村、中村、南村、横埭街村、浮山村、缪家村、龙门坎村、慈母桥村、何家村、上城埭村、长埭村、桐坞村、外桐坞村、西湖茶场村。